# Кассис, Масаад
Масаад Кассис (араб. مسعد قسيس‎, ивр. מסעד קסיס‎; 1 ноября 1918, Миилия, Северный округ — 25 декабря 1989, Израиль) — израильский общественный и политический деятель, депутат кнессета 2-го и 3-го созывов от партии «Демократический список израильских арабов».

## Биография
Родился 1 ноября 1918 года в Миилии, Османская империя. Учился в начальной школе в Миилии, затем в католической средней школе в Хайфе, учился в Сельскохозяйственной школе имени Кадури.
В 1945 году участвовал в создании кооперативного объединения по сбыту табака и был секретарем этой организации. В 1950 году по участию Гистадрута основал кооперативное объединение по сбыту овощей. Был одним из основателей «Демократического списка израильских арабов», избирался от этой партии в кнессет 2-го (1951) и 3-го созывов (1955), работал в законодательной комиссии и комиссии по экономике.
В 1969 году возглавил местный совет Миилия, в 1976 году принимал участие в создании «Комитета по защите земель в Израиле».
Умер 25 декабря 1989 года.